# Yrjö Hietanen
Yrjö Hietanen   (Hèlsinki, 12 de juliol de 1927 - Hèlsinki, 26 de març de 2011) fou un piragüista en aigües tranquil·les finlandès que va competir durant les dècades de 1940 i 1950.
El 1952 va prendre part en els Jocs Olímpics d'Estiu de Hèlsinki on va disputar dues proves del programa de piragüisme. En ambdues, el K-2 1.000 metres i K-2 10.000 metres, guanyà la medalla d'or fent parella amb Kurt Wires. Quatre anys més tard, als Jocs de Melbourne, fou setè en la prova del K-2 10.000 metres. A nivell nacional va guanyar nou títols finlandesos entre 1947 i 1956.